# Stanisław Lem
Stanisław Herman Lem (Lwów, Polen (thans Lviv, Oekraïne), 12 september 1921 – Krakau, 27 maart 2006) was een Poolse schrijver van satire, filosofische boeken en sciencefiction. Zijn boeken zijn in 40 talen vertaald en er zijn meer dan 27 miljoen exemplaren van verkocht.
Lem werd geboren als zoon van een keelarts. Hij studeerde medicijnen aan de universiteit van Lwów, maar moest zijn studie afbreken als gevolg van de Tweede Wereldoorlog. Tijdens de oorlog en de bezetting door de nazi's werkte Lem als automonteur en lasser; ook steunde hij de zaak van het verzet tegen de Duitsers. Aan het einde van de oorlog werd Polen ingenomen door de Sovjettroepen. In 1946 kwam Lem uit het gebied dat inmiddels Russisch was geworden naar Krakau, waar hij weer medicijnen ging studeren. Om te voorkomen dat hem een functie als militair arts zou worden opgedrongen, deed hij zijn laatste examen niet. Hij ontving alleen een certificaat waarin werd verklaard dat hij de studie had doorlopen. Lem werkte vervolgens als onderzoeksassistent in een wetenschapsinstituut en begon in zijn vrije tijd verhalen te schrijven.
Lem schreef voornamelijk over het contact tussen menselijke wezens en buitenaardse beschavingen en over de technologische toekomst van de mensheid. Dat laatste onderwerp omvatte ideale en utopische samenlevingen, en het probleem van het menselijk bestaan in een wereld waar weinig te doen is als gevolg van de technologische ontwikkeling. Zijn buitenaardse samenlevingen worden onder meer gevormd door zwermen mechanische vliegen (in De onoverwinnelijke) en een intelligente oceaan (in Solaris). Lem was een voorstander van de moderne westerse beschaving en hoewel hij een groot deel van zijn leven doorbracht in communistisch Polen en het kapitalisme en de V.S. kritisch zag, bevat zijn werk toch ook duidelijke kritiek op het collectivisme.
Lem ontving in 1973 een erelidmaatschap van de Science Fiction and Fantasy Writers of America (SFWA) dat in 1976 werd ingetrokken nadat hij de sciencefictionliteratuur van die dagen had bekritiseerd. Lem omschreef die als slecht uitgedacht, slecht geschreven en meer gericht op avonturen dan op ideeën of nieuwe literaire vormen. De SWFA bood hem een normaal lidmaatschap aan, maar dat wees hij af.
Lem ontving onder meer de staatsprijs voor literatuur van de Volksrepubliek Polen (1973); de Oostenrijkse staatsprijs voor Europese literatuur (1985) en de Oostenrijkse Kafka-prijs (1991). In 1977 werd Lem tot ereburger van Krakau benoemd, op 13 november 2003 kreeg hij een eredoctoraat van de universiteit van Bielefeld.
Teksten van Lem zijn op muziek gezet door Esa-Pekka Salonen in zijn stuk Floof (1982).
Solaris werd in 1972 verfilmd door de Russische regisseur Andrej Tarkovski. In 2002 werd het boek opnieuw verfilmd, ditmaal door Steven Soderbergh.
Gebaseerd op Lems Ijon Tichy verhalen werd in 2007 voor het Duitse tv-station ZDF de satirische sciencefictionserie Ijon Tichy: Raumpilot geproduceerd met Oliver Jahn in de titelrol. De serie bestond uit zes afleveringen van steeds vijftien minuten.

## Nederlandse vertalingen
- De dreigende planeet (1957)
- Solaris (1972)
- De onoverwinnelijke (1975)
- Eden (1977)
- Het dagboek in de badkuip (1977)
- Kosmisch avontuur (1978)
- Waanzinnige wereld - Uit de memoires van Ion Tichy (1978)
- Pirx in de kosmos (1979)
- Terminus (1979)
- Keten van kansen (1980)
- Het Kongres (1982)